# 李聖彰
李 聖彰（り そんちゃん/Songchang Lee、1991年8月24日 - ）は、ジャパンラグビーリーグワン東芝ブレイブルーパス東京に2023-24シーズンまで所属していたラグビーユニオン選手。

## プロフィール
- 東京都出身。
- ポジションはナンバーエイト (No8)。
- 身長: 188 cm、体重: 102 kg
- ニックネームはそんちゃん。
- ジュニア・ジャパンのスコッドに選ばれたことがある[1]。
- U20日本代表に選ばれたことがある[2]。

## 略歴
15歳でラグビーを始めた。
2010年、東京朝鮮高校卒業後、帝京大学に入学する。
2013年、帝京大学ラグビー部の副将に就任した。
2014年帝京大学卒業後、東芝ブレイブルーパス(現・東芝ブレイブルーパス東京)に加入。
2018年10月20日に行われたジャパンラグビートップリーグ第7節のHonda HEAT戦にて途中出場で公式戦初出場を果たす。
2024年5月、東芝ブレイブルーパス東京を退団した。